# Wilhelm Rasmussen
Wilhelm Robert Rasmussen, född 15 juni 1879 i Skien, död 6 december 1965 i Oslo, var en norsk skulptör.
Rasmussen var elev till Brynjulf Bergslien och Lars Utne mellan 1895 och 1900, och studerade i Paris 1902 och Italien 1906. Mellan 1907 och 1917 deltog han i arbetet på Nidarosdomen och skapade en mängd fantasifulla grotesker influerade av Gustav Vigeland och gotisk katedralskulptur, som han studerade på en resa 1909. Senare utförde han karaktärsfulla byster, bland annat av Harald Stormoen (1920) i Nationaltheatret och Magnus Poulsson (1921) och Olav Aukrust (1929–1932) i Nasjonalmuseet/Nasjonalgalleriet i Oslo, samt statyerna av Fredrik II i Fredrikstad (1917) och Olav Tryggvason i Trondheim (1921).
Åren 1921–1945 var han professor vid Statens Kunstakademi. På grund av hans medlemskap i nazistpartiet Nasjonal Samling under andra världskriget, då han bland annat gjorde NS-monumentet i Stiklestad, avbröts hans arbete på Eidsvollmonumentet efter kriget.